# Конциново
Конциново (бел. Канцынава) — хутор в Браславском районе Витебской области Беларуси. Входит в состав Тетерковского сельсовета.

## География
Хутор находится в западной части Витебской области, на юго-восточном берегу озера Конциново, на расстоянии приблизительно 12 километров (по прямой) к юго-востоку от города Браслав, административного центра района. Площадь населённого пункта — 0,0088 км².

## История
По состоянию на 1905 год, в фольварке проживало 19 человек (9 мужчин и 10 женщин). В административном отношении входил в состав Иодской волости Дисненского уезда Виленской губернии.
В 1921 году фольварк входил в состав гмины Йоды Дисенского повета Виленского воеводства Второй Польской республики. Числилось 20 жителей (6 мужчин и 14 женщин), проживавших в 4 домах. В этническом составе населения того периода поляки составляли 65 %, белорусы — 35 %. В конфессиональном составе населения преобладали католики (100 %).

## Население
По данным переписи 2019 года, в Концинове проживал 1 человек.
| Год  | Население, человек |
| ---- | ------------------ |
| 1905 | 19                 |
| 1921 | ↗ 20               |
| 2009 | ↘ 2                |
| 2019 | ↘ 1                |